# Galloisiana chujoi
Galloisiana chujoi är en insektsart som beskrevs av Gurney 1961. Galloisiana chujoi ingår i släktet Galloisiana och familjen Grylloblattidae. Inga underarter finns listade i Catalogue of Life.